# Bertram Earl Jones
 (septembre 2011).
Si vous disposez d'ouvrages ou d'articles de référence ou si vous connaissez des sites web de qualité traitant du thème abordé ici, merci de compléter l'article en donnant les références utiles à sa vérifiabilité et en les liant à la section « Notes et références ».
Pour les articles homonymes, voir Earl Jones (homonymie) et Jones.
Bertram Earl Jones (mieux connu sous le nom d'Earl Jones) est un homme d'affaires canadien condamné pour avoir créé une « pyramide de Ponzi » semblable, mais à plus petite échelle, à celle créée par le financier américain Bernard Madoff. Il a volé plus de 50 millions de dollars canadiens à divers investisseurs, pour la plupart résidents du Québec. La majorité d'entre eux étaient des connaissances de longue date ou des membres de sa propre famille, ce qui lui a apparemment permis d'opérer pendant de nombreuses années sans être inscrit auprès de l'Autorité des marchés financiers, tel que requis par les lois applicables.
Il a disparu le 24 mai 2009 — selon certains médias, il se serait caché au Royaume-Uni — avant de se rendre à la Sûreté du Québec le 27 juillet 2009. Le 15 février 2010, Earl Jones est condamné à 11 ans de prison pour avoir floué 158 investisseurs, pour une somme évaluée à plus de 50 millions de dollars. Le 20 mars 2014, Earl Jones reçoit sa libération conditionnelle. Après seulement 4 ans de pénitencier, Jones séjourna dans la communauté pour ensuite retourner vivre avec sa femme.